# Ultima II: The Revenge of the Enchantress
Ultima II: The Revenge of the Enchantress est un jeu de rôle sur ordinateur, développé par Richard Garriott et publié par Sierra On-Line en 1982. Le jeu est le deuxième de la série de jeux de rôle Ultima.

## Présentation
Ultima II est le dernier jeu développé par Richard Garriott à avoir été publié par Sierra On-Line avant de fonder Origin Systems, sa propre société, et il semblerait que cette séparation trouve son origine dans les mauvaises relations qui se sont bâties entre Garriott et Sierra au cours du développement du jeu.
D’après nombre de fans de la série, Garriott aurait considéré Ultima II à la fois comme un exercice de programmation en assembleur et comme une parodie, inspirée par le film Bandits, bandits. En effet, le jeu comporte un certain nombre d’anachronismes étranges pour un jeu de ce type : la carte du monde est celle de la vraie Terre et le joueur doit visiter San Antonio, l’Union Soviétique ou le Royaume-Uni; des armes modernes et futuristes sont employées (comme dans le premier volet) et on trouve des références incongrues à la culture populaire de l’époque.
De plus, le jeu contient de nombreuses erreurs de conception et de bugs et sa sortie semble avoir été hâtée alors qu’il n’était pas correctement terminé (par exemple, il est possible d’y trouver des zones immenses dans lesquelles rien de particulier ne se passe). Malgré ces défauts, Ultima II connait un certain succès avec plus de 100 000 exemplaires vendus.
Ultima II fut publié à nouveau pour l’Apple II en 1989, avec de nouveaux graphismes, dans le cadre d’un lot contenant les trois premiers jeux de la série.

## Scénario
Minax, La maîtresse de Mondain, le grand méchant du premier Ultima, menace la Terre par des troubles du continuum espace-temps et le joueur doit guider un héros à travers le temps pour la vaincre. De plus, le joueur doit voyager vers d’autres planètes du système solaire afin de trouver un objet essentiel.